# Capão Bonito
Pour les articles homonymes, voir Capão.
Capão Bonito est une municipalité brésilienne de l'État de São Paulo et la Microrégion de Capão Bonito.

## Démographie
| Évolution de la population (municipalité) | Évolution de la population (municipalité) | Évolution de la population (municipalité) | Évolution de la population (municipalité) |
| Année                                     | Population                                |                                           | %±                                        |
| ----------------------------------------- | ----------------------------------------- | ----------------------------------------- | ----------------------------------------- |
| 1920                                      | 17 016                                    |                                           |                                           |
| 1940                                      | 22 895                                    |                                           | 34,5%                                     |
| 1950                                      | 21 601                                    |                                           | −5,7%                                     |
| 1960                                      | 24 410                                    |                                           | 13,0%                                     |
| 1970                                      | 30 326                                    |                                           | 24,2%                                     |
| 1980                                      | 45 522                                    |                                           | 50,1%                                     |
| 1991                                      | 52 612                                    |                                           | 15,6%                                     |
| 2000                                      | 46 732                                    |                                           | −11,2%                                    |
| 2010                                      | 46 178                                    |                                           | −1,2%                                     |
| 2022                                      | 46 337                                    |                                           | 0,3%                                      |
| ,                                         |                                           |                                           |                                           |